# Trollheimen
Trollheimen és una serra situada administrativament als comtats noruecs de Møre og Romsdal i Sør-Trondelag, situada geogràficament al centre de Noruega. La serra és part de la Serralada Escandinava.

## Topografia i clima
Trollheimen sovint es considera la més variada de totes les serralades de Noruega per diverses raons. Les muntanyes de la part occidental són alpines, amb pics punxeguts i valls glacials. Les muntanyes de l'est són menys escarpades amb formes més arrodonides, i les valls són més amples. El clima de la serra és oceànic a l'oest i és continental considerablement sec a les valls orientals. Les valls de Trollheimen estan a una altitud al voltant de 500-800 m i en general estan cobertes de boscos, i molts s'utilitzen com pastures. També hi ha diversos grans llacs, com el Gjevilvatnet a l'est (prop d'Oppdal) i el Gråsjøen i Foldsjøen a la part nord.
Els pics més alts de la serralada són a la part sud-oest: Trolla (1,850 m), Dronningkrona (1,816 m), Kongskrona (1,818 m). A la part nord-est els pics més alt són el Blåhø (1,671 m) i Snota (1,668 m). Al sud-est hi ha el Kråkvasstind (1,700 m).
El cim d'Innerdalstårnet, (1.452 metres, a la foto), tot i que no destaca en altura, és força més conegut que d'altres més alts.

## Flora
La serralada és coneguda pels botànics per la seva diversitat de flora alpina, ja que el seu sòl és ric en nutrients i té un clima molt variat. Una de les plantes alpines rares de la serralada és l'Artemísia. Aproximadament 1.160 km² d'aquesta serralada és declarada una reserva natural. Enmig de la serralada hi ha la reserva forestal Svartåmoen, amb impertorbable bosc de pi roig, barrejat amb bedoll. Innerdalen, a la part occidental, fou la primera reserva natural de Noruega, i és sovint descrita com la vall més bella del país.

## Recreació
El "Triangle" és una ruta entre els tres refugis de muntanya (Gjevilvasshytta, Jøldalshytta i Trollheimshytta) d'unes 7-9 hores. La ruta cobreix els tres pics de Trollhetta i l'excursió al cim de Snota és sovint considerada com una de les més belles de Noruega. Hi ha truites a la majoria dels llacs.
Excepte a l'hivern, al refugi Gjevilvasshytta s'hi pot arribar amb cotxe, mentre que al Jøldalshytta és una fàcil caminada de quatre quilòmetres des de la carretera més propera. Al refugi Trollheimshytta és una llarga caminada des de qualsevol carretera; la distància és d'uns 11-12 km. Hi ha diversos altres albergs més petits, així, i moltes rutes més marcades. Trondheim és a més o menys una hora en cotxe des de la part més propera de la serralada.

## Arqueologia
Trollheimen sembla una de les primeres àrees de Noruega que van estar lliures de gel al final de l'última edat de gel. Hi ha diversos rastres de persones de l'edat de pedra utilitzant les muntanyes com un vedat de caça.
A més, des del 1997 hi ha hagut molts estius inusualment llargs i càlids, i les glaceres en Trollheimen i Dovre s'han reduït, revelant moltes puntes de fletxa prehistòriques. Alguns són de 4.000 anys d'antiguitat o més, però la majoria tenen entre 1000 i 2000 anys d'antiguitat. Aquests caçadors probablement van migrar cap als fiords de l'oest per evitar els durs hiverns.